# RAF Coastal Command
RAF Coastal Command – w latach 1936-69 jedna z trzech części składowych Royal Air Force. Została sformowana w roku 1936 jako morska formacja RAF. W roku 1937 Royal Navy sformowała niezależną Fleet Air Arm. 
Lotnictwo morskie w okresie międzywojennym (1919-1939) było zaniedbywane, w rezultacie nie otrzymywało środków koniecznych dla właściwego i efektywnego rozwoju. Dopiero z chwilą wybuchu II wojny światowej okazało się jak bardzo jest ono potrzebne. Jednak w związku z tym, że Ministerstwo Lotnictwa większą wagę przykładało do RAF Fighter Command i RAF Bomber Command, służba w Coastal Command często określana była mianem „Cinderella Service” (służby Kopciuszka), które to określenie przypisywane jest Pierwszemu Lordowi Admiralicji, Albertowi Alexandrowi.
Głównym zadaniem RAF Coastal Command było osłanianie konwojów przed atakami U-Bootów niemieckiej Kriegsmarine, które od roku 1940 operowały w tzw. „wilczych stadach”, a także chronienie statków alianckich przed akcjami samolotów Luftwaffe. Tak więc podstawowe działania Coastal Command były działaniami defensywnymi, w dążeniu do zabezpieczenia linii zaopatrzenia na wielu teatrach działań, przede wszystkim na Morzu Śródziemnym, Bliskim Wschodzie i w Afryce Północnej oraz na Atlantyku. 
RAF Coastal Command podejmowało również akcje ofensywne. Na Morzu Śródziemnym i na Bałtyku przeprowadzało ataki na niemieckie statki przewożące broń i zaopatrzenie z Włoch do Afryki Północnej i ze Skandynawii do Niemiec. W roku 1943 Coastal Command zdobyło ostatecznie uznanie, bowiem dowiodło, że jego rola w pokonaniu U-Bootów była decydująca.
RAF Coastal Command znajdowało się w akcji od pierwszego do ostatniego dnia wojny. Jego załogi wylatały ponad milion godzin w 240 tysiącach lotów bojowych i zniszczyły 212 U-Bootów. Straty RAF Coastal w czasie trwania wojny wyniosły 2060 samolotów i 5866 poległych w akcjach członków załóg. W latach 1940–1945 Coastal Command zatopiło 366 niemieckich statków transportowych i uszkodziło 134. Ogólny tonaż zatopiony to 512 330 ton, a dalsze 513 454 ton uszkodzone. Coastal Command uratowało ogółem 10 663 rozbitków, w tym 5721 alianckich lotników, 277 marynarzy i lotników nieprzyjaciela oraz 4665 innych osób.
Po wojnie Coastal Command nadal wykonywało zadania przygotowawcze do walki przeciwko okrętom podwodnym, co wiązało się z okresem napięć zimnej wojny, bowiem istniało zagrożenie ze strony radzieckiej Marynarki Wojennej i flot innych państw Układu Warszawskiego.
Rozformowanie formacji nastąpiło w roku 1969, kiedy to zostało zastąpione przez bardziej wydajne w tym okresie dowództwo uderzeniowe RAF Strike Command.